# Marcel Domingo
Marcel Domingo (Arles, 15 gennaio 1924 – Arles, 10 dicembre 2010) è stato un calciatore e allenatore di calcio francese, di ruolo portiere.

## Carriera

### Calciatore

#### Nazionale
Ha collezionato una presenza con la propria Nazionale.

## Statistiche

### Cronologia presenze e reti in nazionale
| Cronologia completa delle presenze e delle reti in nazionale ― Francia | Cronologia completa delle presenze e delle reti in nazionale ― Francia | Cronologia completa delle presenze e delle reti in nazionale ― Francia | Cronologia completa delle presenze e delle reti in nazionale ― Francia | Cronologia completa delle presenze e delle reti in nazionale ― Francia | Cronologia completa delle presenze e delle reti in nazionale ― Francia | Cronologia completa delle presenze e delle reti in nazionale ― Francia | Cronologia completa delle presenze e delle reti in nazionale ― Francia |
| Data                                                                   | Città                                                                  | In casa                                                                | Risultato                                                              | Ospiti                                                                 | Competizione                                                           | Reti                                                                   | Note                                                                   |
| ---------------------------------------------------------------------- | ---------------------------------------------------------------------- | ---------------------------------------------------------------------- | ---------------------------------------------------------------------- | ---------------------------------------------------------------------- | ---------------------------------------------------------------------- | ---------------------------------------------------------------------- | ---------------------------------------------------------------------- |
| 4-4-1948                                                               | Colombes                                                               | Francia                                                                | 1 – 3                                                                  | Italia                                                                 | Amichevole                                                             | -3                                                                     |                                                                        |
| Totale                                                                 |                                                                        | Presenze                                                               | 1                                                                      |                                                                        | Reti                                                                   | -3                                                                     |                                                                        |

## Palmarès

### Calciatore

#### Competizioni nazionali
- Campionato spagnolo: 2

Atletico Madrid:1949-1950, 1950-1951
- Campionato francese: 1

Nizza:1951-52
- Coppa di Francia: 1

Nizza:1951-52
- Coppa Charles Drago: 1

Olympique Marsiglia:1957

#### Individuale
- Trofeo Zamora: 2

Atletico Madrid:1948-1949
Espanyol:1952-1953

### Allenatore

#### Competizioni nazionali
- Campionato spagnolo: 1

Atletico Madrid:1969-1970
- Coppa di Spagna: 2

Atletico Madrid:1971-1972
Valencia:1978-79